# Natalie Moorhead
Natalie Moorhead (Pittsburgh, 27 luglio 1901 – Montecito, 6 ottobre 1992) è stata un'attrice statunitense.

## Biografia
Nata a Pittsburgh, iniziò a recitare a Broadway nel 1922 al Fulton Theatre nella commedia Abie's Irish Rose. Nel 1929 passò al cinema recitando nei I volti della verità di John G. Blystone nel ruolo di Frances Thornton. Terminò la sua carriera nel 1940.
La Moorhead contrasse tre matrimoni. Il primo fu con Raymond Phillips, dal luglio 1929 all'anno seguente. Il 21 dicembre dello stesso anno sposò l'attore e regista Alan Crosland, che la diresse anche in alcuni film. Divorziò da Crosland nel 1935, un anno prima della morte di lui a causa delle ferite riportate in un incidente automobilistico. Il terzo ed ultimo matrimonio lo contrasse con l'attore ed ex-calciatore di origine filippina Juan Torena, a cui resterà legata sino alla sua morte avvenuta nel 1983.

## Filmografia
- I volti della verità (Thru Different Eyes), regia di John G. Blystone (1929)
- Trusting Wives, regia di Leslie Pearce (1929)
- Lo spettro verde (The Unholy Night), regia di Lionel Barrymore (1929)
- Servizio segreto (The Girl from Havana), regia Benjamin Stoloff (1929)
- Vengeance - cortometraggio (1930)
- The Furies, regia di Alan Crosland (1930)
- The Benson Murder Case,  regia di Frank Tuttle (1930)
- Spring Is Here, (1930)
- The Runaway Bride, regia di Donald Crisp (1930)
- Shadow of the Law, regia di Louis J. Gasnier (1930)
- Hot Curves, regia di Norman Taurog (1930)
- Manslaughter, regia di George Abbott (1930)
- Ladies Must Play, regia di Raymond Cannon (1930)
- La dattilografa (The Office Wife), regia di Lloyd Bacon (1930)
- Average Husband, regia di Mack Sennett (1930)
- Divorce Among Friends, regia di Roy Del Ruth (1930)
- Hook Line and Sinker, regia di Edward F. Cline (1930)
- Captain Thunder, regia di Alan Crosland (1930)
- Letters - cortometraggio (1930)
- La via del male (Dance, Fools, Dance), regia di Harry Beaumont (1931)
- Illicit, regia di Archie Mayo (1931)
- Io... e le donne (Parlor, Bedroom and Bath), regia di Edward Sedgwick (1931)
- Women Men Marry, regia di Charles Hutchison (1931)
- L'eterna vicenda (My Past), regia di Roy Del Ruth (1931)
- Il fantasma di Parigi (The Phantom of Paris), regia di John S. Robertson (1931)
- Morals for Women, regia di Mort Blumenstock (1931)
- The Deceiver, regia di Louis King (1931)
- Maker of Men, regia di Edward Sedgwick (1931)
- Discarded Lovers, regia di Fred C. Newmeyer (1932)
- Tre maniere d'amare (Three Wise Girls), regia di William Beaudine (1932)
- The Menace, regia di Roy William Neill (1932)
- Cross-Examination, regia di Richard Thorpe (1932)
- Love Bound, regia di Robert F. Hill (1932)
- The Stoker, regia di Chester M. Franklin (1932)
- The King Murder, regia di Richard Thorpe (1932)
- The Fighting Gentleman, regia di Fred C. Newmeyer (1932)
- Forgotten, regia di Richard Thorpe (1933)
- The Mind Reader, regia di Roy Del Ruth (1933)
- Private Detective 62, regia di Michael Curtiz (1933)
- Corruption, regia di Charles E. Roberts (1933)
- Dance Hall Hostess, regia di B. Reeves Eason (1933)
- The Big Chance, regia di Albert Herman (1933)
- Curtain at Eight, regia di E. Mason Hopper (1933)
- Gigolettes of Paris, regia di Alphonse Martell (1933)
- Secret Sinners, regia di Wesley Ford (1933)
- Git Along Little Wifie, regia di Charles Lamont (1933)
- Long Lost Father, regia di Ernest Beaumont Schoedsack (1934)
- Dancing Man, regia di Albert Ray (1934)
- L'uomo ombra (The Thin Man), regia di W. S. Van Dyke (1934)
- Fifteen Wives, regia di Frank R. Strayer (1934)
- The Curtain Falls, regia di Charles Lamont (1934)
- What Becomes of the Children?, regia di Walter Shumway (1936)
- The Adventurous Blonde, regia di Frank McDonald (1937)
- Heart of Arizona, regia di Lesley Selander (1938)
- The Beloved Brat, regia di Arthur Lubin (1938)
- La signora dei tropici (Lady of the Tropics), regia di Jack Conway (1939)
- Vigilia d'amore (When Tomorrow Comes), regia di John M. Stahl (1939)
- Old Hickory, regia di Lewis Seiler (1939)
- Flight Angels, regia di Lewis Seiler (1940)
- Margie, regia di Otis Garrett e Paul Girard Smith (1940)